# 圣维森特-德蒙塔尔特
圣维森特-德蒙塔尔特，是西班牙加泰罗尼亚巴塞罗那省的一个市镇。总面积8平方公里，总人口5951人（2013年），人口密度744人/平方公里。